# Vĩnh Nhuận
Vĩnh Nhuận là một xã thuộc huyện Châu Thành, tỉnh An Giang, Việt Nam.

## Địa lý
Xã Vĩnh Nhuận nằm ở phía nam huyện Châu Thành, có vị trí địa lý:
- Phía đông giáp xã Vĩnh Lợi và xã Vĩnh Thành
- Phía tây giáp xã Tân Phú
- Phía nam giáp huyện Thoại Sơn
- Phía bắc giáp thị trấn Vĩnh Bình và xã Vĩnh Hanh.

Xã có diện tích 38,04  km², dân số năm 2019 là 6.416 người, mật độ dân số đạt 169 người/km².

## Hành chính
Xã Vĩnh Nhuận được chia thành 5 ấp: Vĩnh Hiệp, Vĩnh Hòa 1, Vĩnh Hòa 2, Vĩnh Lợi và Vĩnh Thuận.

## Lịch sử
Quyết định 56-CP ngày 11 tháng 03 năm 1977 của Hội đồng Chính phủ, hợp nhất huyện Huệ Đức và huyện Châu Thành thành một huyện lấy tên là huyện Châu Thành, xã Vĩnh Nhuận thuộc huyện Châu Thành.
Quyết định 181-CP ngày 25 tháng 04 năm 1979 của Hội đồng Chính phủ:
1. Tách ấp Hòa Lợi của xã Hòa Bình Thạnh, một phần ấp Đông Phú 2 của xã Vĩnh Nhuận lập thành một xã lấy tên là xã Vĩnh Lợi
2. Tách các ấp Đông Bình 1, Đông Bình Trạch, Trung Bình 2, Tây Bình, nửa ấp Đông Bình 2 của xã Vĩnh Trạch và ấp Đông Phú 1 của xã Vĩnh Nhuận lập thành một xã lấy tên là xã Vĩnh Thành
3. Tách ấp Trung Phú 1 và ấp Trung Phú 2 của xã Vĩnh Nhuận lập thành một xã lấy tên là xã Vĩnh Phú.

Quyết định 300-CP ngày 23 tháng 08 năm 1979 của Hội đồng Bộ trưởng, chia huyện Châu Thành thành hai huyện lấy tên là huyện Châu Thành và huyện Thoại Sơn, xã Vĩnh Nhuận thuộc huyện Châu Thành.